# 莫德·亚当斯
莫德·亚当斯（Maud Adams；本名Maud Solveig Christina Wikström；1945年2月12日—）是一位瑞典女演员、模特，以在《鐵金剛大戰金槍客》和《鐵金剛勇破爆炸黨》中两度扮演邦德女郎出名。

## 生平
她出生于瑞典吕勒奥，精通五种语言，曾一度想成为口译员。1963年，她被一位摄影师发掘，成为模特。
亚当斯先后搬到巴黎和纽约，为艾琳·福特工作。1970年，她出演电影《乐队男孩》，在片头扮演一个摄影模特，由此开始电影生涯。